# 维尔蒙德
维尔蒙德是巴西巴拉那州的一个市镇。总面积243.176平方公里，总人口4163人，人口密度17.1人/平方公里。